# Verdalselva

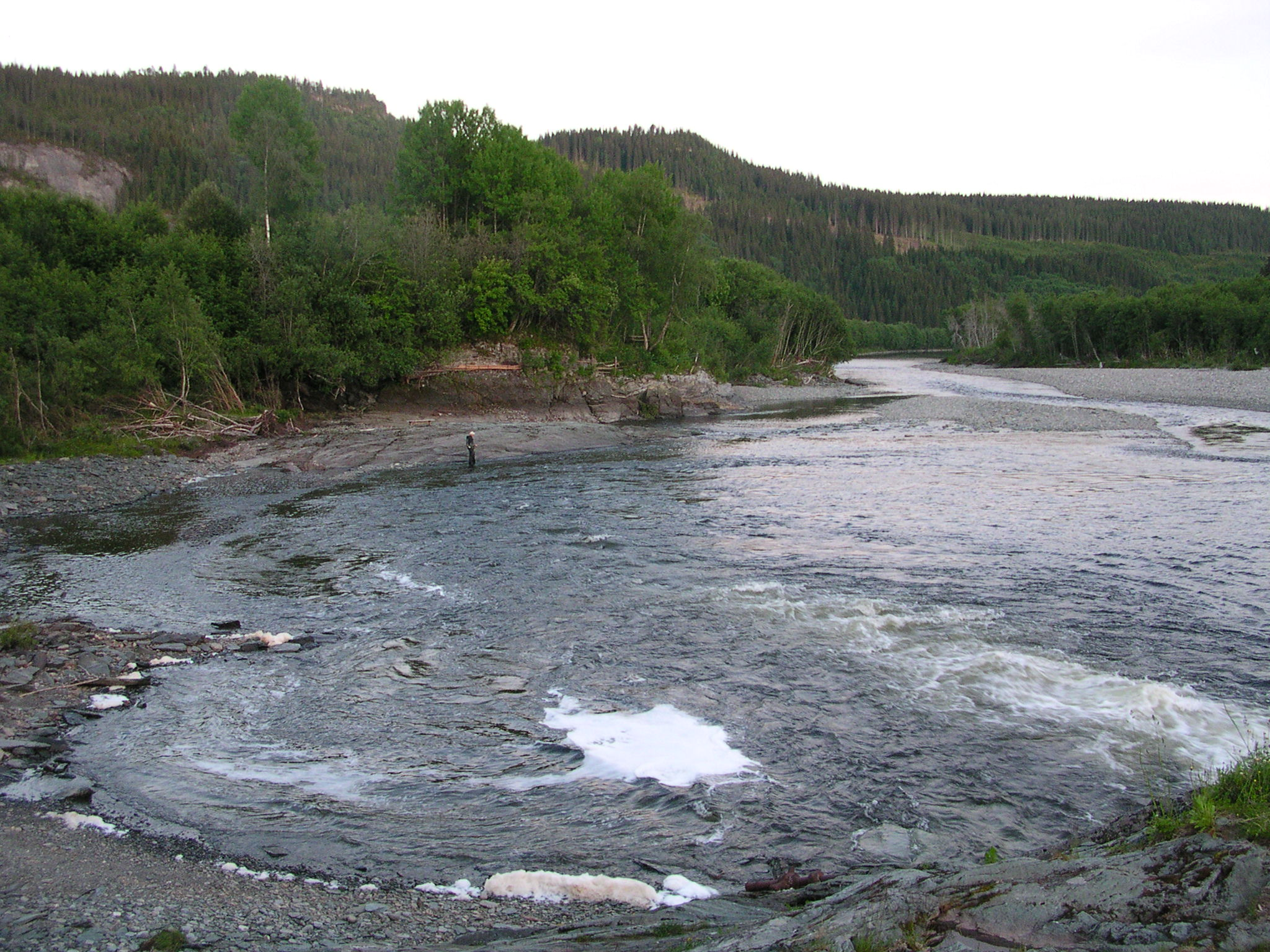
Verdalselva i norska Tröndelagen.

Verdalselva är den nedre delen av två älvar i Verdals kommun, Nord-Trøndelag fylke i mellersta Norge.
Älven Inna kommer från sjön Innsvattnet vid gränsen mot Sverige och rinner i Vuku ihop med Heleåa från Vera vid svenska gränsen. Från Vuku till utloppet vid Verdalsøra vid Trondheimsfjorden har älven namnet Verdalselva. Älven är bra för laxfiske och även havsöring.
Verdalselva är ungefär 60 kilometer lång tillsammans med dess källflöde Skjækra-Helgåa.
Flera skred har inträffat vid den nedre delen av Verdalselva, bland annat det stora "Verdalsskredet" 1893. Det är Norges största jordskredskatastrof i modern tid då 105 gårdar försvann och 113 människor förolyckades.